# Necromantia
Necromantia — греческая блэк-метал-группа, основанная в 1989 году. Тексты песен группы написаны преимущественно на оккультную тематику, а музыка обладает «сырым», грязным звучанием, характерным для жанра.
Группа известная необычным для группы в стиле блэк-метал набором инструментов. Музыканты используют две бас-гитары, одна из которых восьмиструнная, и, в большинстве композиций, не пользуются ритм-гитарой. Также в некоторых песнях можно услышать такие нехарактерные для жанра инструменты, как саксофон и флейта.

## История
Группа была основана в конце 80-х годов музыкантом Георгом Захарополусом, известным под псевдонимами The Magus и Magus Wampyr Daoloth. В разное время Захарополус был участником таких греческих метал-групп, как  Rotting Christ, Septicflesh, NAOS, Diabolos Rising и Raism. К Георгу присоединился басист Baron Blood, который по настоящее время является единственным постоянным членом группы, помимо Захарополуса.
В 1993 году группа выпустила свой дебютный альбом «Crossing the Fiery Path» на лейбле French Osmose Productions. В 1995 году за ним последовал второй альбом — «Scarlet Evil Witching Black», а в 1997 году mini-CD «Ancient Pride». В 2000 году, сменив лейбл на Black Lotus, группа выпустила альбом «IV: Malice».

## Состав группы
- The Magus (aka Morbid, Magus Wampyr Daoloth, George Zaharopoulos) - бас-гитара, вокал, клавишные
- Makis (aka Baron Blood) - 8-струнная бас-гитара
- Fotis Benardo - ударные

### Бывшие участники
- Slow Death - бэк-вокал
- Yiannis ”The Worshipper Of Pan” Papayiannis - саксофон, ударные, клавишные, классическая гитара, флейта
- Inferno - синтезатор, пианино
- Iraklis Yalantzides - клавишные
- Lambros Sfiris - клавишные
- Divad (aka Dave P.) - гитара
- John Fiorentis - гитара
- Nick Adams - ударные
- George Panou - ударные
- Lethe - ударные

## Дискография

### Демо
1990 - Promo Tape 1990

1992 - Vampiric Rituals

1993 - Demo '93

1993 - Promo 1993

### Альбомы
1993 - Crossing the Fiery Path (Osmose, 1993)

1995 - Scarlet Evil Witching Black (Osmose, 1995)

2000 - IV: Malice (Black Lotus, 2000)

2007 - The Sound of Lucifer Storming Heaven (Dockyard 1, 2007)

2021 - To the Depths We Descend... (The Circle Music, 2021)

### Мини альбомы, сплиты
1992 - The Black Arts / The Everlasting Sins (split with Varathron; Black Power, 1992)

1995 - From The Past We Summon Thee (Dark Side, 1995)

1997 - Ancient Pride (Osmose, 1997)

2008 - People of the Sea (Dark Side, 2008)

2008 - ...For the Temple of the Serpent Skull... (split with Acherontas; Dark Side, 2008)

2014 - Nekromanteion - A Collection of Arcane Hexes (split with Necromancy; Soulseller, 2014)

2017 - Primordial Evil (split with Rotting Christ; Black Vomit, 2017)

### Сборники
2001 - Covering Evil (12 Years Doing The Devil's Work) (Black Lotus, 2001)

2002 - Cults of the Shadow (содержит Crossing the Fiery Path и Scarlet Evil Witching Black; Osmose, 2002)

2006 - Necromantia (Бокс-сет содержит: Crossing the Fiery Path, Scarlet Evil Witching Black, Ancient Pride и IV: Malice; Black Lotus, 2006)

2009 - De Magia Veterum (компиляция, содержит Promo tape '90 и The Black Arts, Dark Side Records, 2009)

2018 - Chthonic Years / Demo Collection (Lvx Infernvm 2018)